# Elitloppet 1974
Elitloppet 1974 var den 23:e upplagan av Elitloppet, som gick av stapeln söndagen den 26 maj 1974 på Solvalla i Stockholm. Finalen vanns av den italienskägda hästen Timothy T., körd och tränad av Giancarlo Baldi.
Inför 1974 års Elitlopp återgick man till upplägget med försök och final, sedan det kommit kritik från utlandet då man året innan kört tre heat. 1974 års upplaga av Elitloppet hade samlat ett mycket starkt fält, trots att fjolårets segrare Ego Boy tvingats lämna återbud sedan han trampat snett i Åby Stora Pris veckan innan. I startfältet fanns bland annat Hambletonianvinnaren Timothy T. som blev favoritspelad, och värsta konkurrenten Amyot från Frankrike.
Även tröstloppet Elitloppet Consolation kördes detta år, för de hästar som deltagit i kvalheaten, men som inte lyckats kvala in till finalen.

## Upplägg och genomförande
Elitloppet är ett inbjudningslopp och varje år bjuds 16 hästar som utmärkt sig in till Elitloppet. Hästarna lottas in i två kvalheat, och de fyra bästa i varje försök går vidare till finalen som sker 2–3 timmar senare samma dag. Desto bättre placering i kvalheatet, desto tidigare får hästens tränare välja startspår inför finalen. Samtliga tre lopp travas sedan 1965 över sprinterdistansen 1 609 meter (engelska milen) med autostart (bilstart). I Elitloppet 1974 var förstapris i finalen 100 000 kronor, och 25 000 kronor i respektive kvalheat.

## Kvalheat 1
| P | S | Häst           | Kusk                  | Tränare               | Land      | Odds  | Tid    |
| - | - | -------------- | --------------------- | --------------------- | --------- | ----- | ------ |
| 1 | 4 | Amyot          | Michel-Marcel Gougeon | Michel-Marcel Gougeon | Frankrike | 5,31  | 1.16,5 |
| 2 | 5 | Bourbon        | Marco Branchini       | Marco Branchini       | Italien   | 13,40 | 1.16,6 |
| 3 | 1 | Equileo        | Pierre Allaire        | Pierre Allaire        | Frankrike | 11,30 | 1.16,8 |
| 4 | 8 | Top Hanover    | Gerhard Krüger        | Gerhard Krüger        | Tyskland  | 1,70  | 1.16,9 |
| 0 | 3 | Colonel Rodney | Sören Nordin          | Sören Nordin          | Sverige   | 42,30 | 1.16,9 |
| 0 | 6 | Lyon           | Olle Elfstrand        | Olle Elfstrand        | Sverige   | 8,70  | 1.17,3 |
| 0 | 2 | Dalia          | Giancarlo Baldi       | Giancarlo Baldi       | Italien   | 13,20 | 1.17,8 |
| d | 7 | Noble Action   | Berndt Lindstedt      | Berndt Lindstedt      | Sverige   | 8,00  | uag    |

## Kvalheat 2
| P   | S | Häst             | Kusk                   | Tränare                | Land      | Odds  | Tid    |
| --- | - | ---------------- | ---------------------- | ---------------------- | --------- | ----- | ------ |
| 1   | 5 | Lime Rodney      | Karl-Gustav Holgersson | Karl-Gustav Holgersson | Sverige   | 4,19  | 1.15,2 |
| 2   | 2 | Timothy T.       | Giancarlo Baldi        | Giancarlo Baldi        | Italien   | 2,00  | 1.15,5 |
| 3   | 7 | Knabe            | Olle Goop              | Olle Goop              | Sverige   | 10,80 | 1.15,6 |
| 4   | 3 | Bebe du Parnasse | Léopold Verroken       | Léopold Verroken       | Frankrike | 22,60 | 1.15,6 |
| 0   | 6 | Udet Hanover     | Gerhard Krüger         | Gerhard Krüger         | Tyskland  | 60,40 | 1.15,9 |
| 0   | 8 | Flush            | Vittorio Guzzinati     | Vittorio Guzzinati     | Italien   | 34,00 | 1.16,0 |
| 0   | 1 | Spartan Hanover  | Johannes Frömming      | Billy Haughton         | USA       | 2,80  | 1.16,4 |
| str | 4 | Chablis          | Bernard Froger         | Pierre Allaire         | Frankrike | -     | -      |

## Finalheat
| P | S | Häst             | Kusk                   | Tränare                | Land      | Odds  | Tid    |
| - | - | ---------------- | ---------------------- | ---------------------- | --------- | ----- | ------ |
| 1 | 4 | Timothy T.       | Giancarlo Baldi        | Giancarlo Baldi        | Italien   | 2,70  | 1.15,7 |
| 2 | 1 | Amyot            | Michel-Marcel Gougeon  | Michel-Marcel Gougeon  | Frankrike | 4,20  | 1.15,7 |
| 3 | 5 | Equileo          | Pierre Allaire         | Pierre Allaire         | Frankrike | 22,40 | 1.15,8 |
| 4 | 7 | Bebe du Parnasse | Léopold Verroken       | Léopold Verroken       | Frankrike | 73,40 | 1.16,1 |
| 5 | 2 | Lime Rodney      | Karl-Gustav Holgersson | Karl-Gustav Holgersson | Sverige   | 3,00  | 1.16,1 |
| 6 | 6 | Knabe            | Olle Goop              | Olle Goop              | Sverige   | 22,10 | 1.16,4 |
| 0 | 3 | Bourbon          | Marco Branchini        | Marco Branchini        | Italien   | 43,00 | 1.16,4 |
| 0 | 8 | Top Hanover      | Gerhard Krüger         | Gerhard Krüger         | Tyskland  | 5,20  | 1.16,6 |